# Jessica Polfjärd
Jessica Susanne Zindalai Polfjärd (nascida em 27 de maio de 1971) é uma política sueca do Partido Moderado. Ela foi eleita Membro do Parlamento Europeu nas eleições de 2019 para o Parlamento Europeu na Suécia.

## Infância e educação
Polfjärd nasceu na Coreia do Sul e veio para a Suécia com a idade de 9 meses, por adopção, em 1972.

## Carreira política
Polfjärd é membro do Riksdag desde as eleições de 2006 e actuou como presidente do Comité de Emprego do Riksdag de 2013 a 2014. Ela também foi membro do Comité de Indústria e Comércio de 2010 até 2013. Ela acabou por servir como líder do grupo parlamentar do Partido Moderado no Riksdag de janeiro de 2015 a outubro de 2017.
Além das suas atribuições no comité, Polfjärd foi membro da delegação sueca ao Conselho Nórdico de 2006 a 2012 e de 2018 a 2019.

## Outras actividades
- Nordisk Kulturfond, membro suplente do Conselho (2019)[6]